# Leonardo Ulrich Steiner

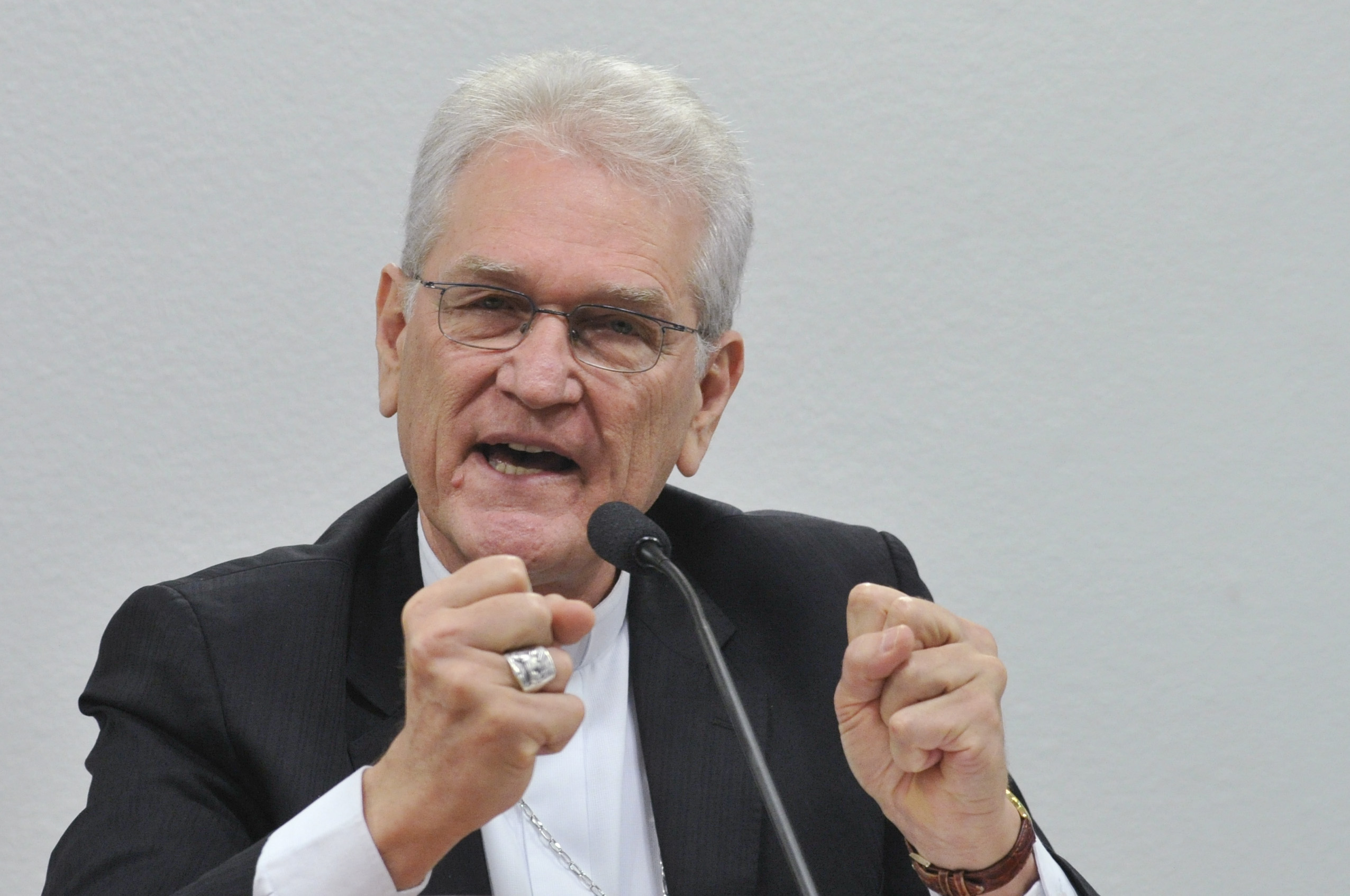
Dom Leonardo Ulrich Steiner als Generalsekretär der Brasilianischen Bischofskonferenz und Weihbischof in Brasilia (2015)

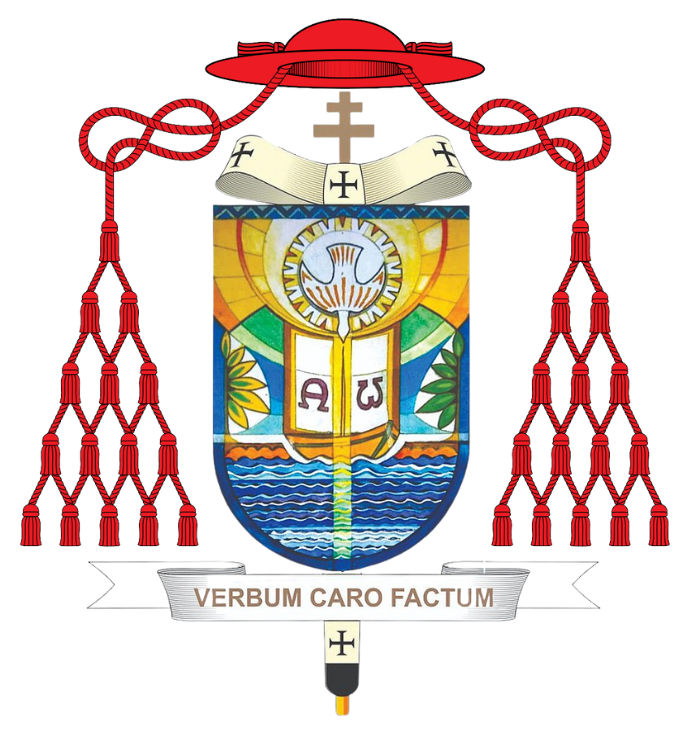
Kardinalswappen (seit August 2022)

Leonardo Ulrich Kardinal Steiner OFM (* 6. November 1950 in Forquilhinha, Bundesstaat Santa Caterina) ist ein brasilianischer Ordensgeistlicher, Theologe und Erzbischof von Manaus und Kardinal der römisch-katholischen Kirche.

## Leben
Leonardo Ulrich Steiner, 13. Kind von 16 Kindern einer deutschstämmigen Einwandererfamilie und Cousin von Paulo Evaristo Kardinal Arns OFM, trat am 20. Januar 1972 der Ordensgemeinschaft der Franziskaner bei. Am 2. August 1976 legte er seine Profess ab. Von 1973 bis 1978 studierte er Philosophie und Theologie in Petrópolis, Bundesstaat Rio de Janeiro. Am 21. Januar 1978 empfing er das Sakrament der Priesterweihe durch den Erzbischof von São Paulo, Paulo Evaristo Kardinal Arns OFM. Er war als Ausbilder und Lehrer im Orden tätig, parallel graduierte er 1981/82 in Pädagogik. Von 1987 bis 1994 war er Novizenmeister in seiner Ordensprovinz der Unbefleckten Empfängnis in São Paulo. Ab 1995 absolvierte er ein philosophisches Promotionsstudium an der Päpstlichen Universität Antonianum und wurde 2001 mit der Arbeit „Der Gottesbegriff bei Bernhard Welte“ promoviert. Leonardo Ulrich Steiner war von 1999 bis 2003 Generalsekretär der Franziskaneruniversität Antonianum in Rom. 2003 kehrte er nach Brasilien zurück und war Professor an der Philosophischen Hochschule São Boaventura (Instituto de Filosofia São Boaventura) in Cristo Rei/Curitiba. Zudem war er Vikar der Franziskanerpfarrei Senhor Bom Jesus in Curitiba, Bundesstaat Paraná. Er hatte zwischen 1997 und 2003 mehrere priesterliche Ferienvertretungen in Vechta und in Schwaz inne.
Papst Johannes Paul II. ernannte ihn am 2. Februar 2005 zum Prälaten der Territorialprälatur São Félix mit Sitz in São Félix do Araguaia im Bundesstaat Mato Grosso und Nachfolger des Befreiungstheologen Pedro Casaldáliga Plá. Die Bischofsweihe spendete ihm am 16. April 2005 der Alterzbischof von São Paulo, Paulo Evaristo Kardinal Arns OFM; Mitkonsekratoren waren Angélico Sândalo Bernardino, Bischof von Blumenau, und Heinrich Timmerevers, damals Weihbischof im Bistum Münster und nun Bischof von Dresden-Meißen. In der Territorialprälatur engagierte er sich insbesondere bei den Auseinandersetzungen zwischen Landlosen und Großgrundbesitzern sowie Indiovölker wie der Xavante.
Im Mai 2011 wurde er für eine Amtszeit von vier Jahren zum Generalsekretär der brasilianischen Bischofskonferenz Conferência Nacional dos Bispos do Brasil (CNBB) gewählt. 2015 wurde er für eine zweite Amtszeit wiedergewählt.
Papst Benedikt XVI. ernannte ihn am 21. September 2011 zum Titularbischof von Thisiduo und bestellte ihn zum Weihbischof in Brasília.
Am 27. November 2019 ernannte ihn Papst Franziskus zum Erzbischof von Manaus. Die Amtseinführung fand am 31. Januar des folgenden Jahres statt.
Im Konsistorium vom 27. Aug. 2022 nahm ihn Papst Franziskus als Kardinalpriester der Titelkirche San Leonardo da Porto Maurizio ad Acilia in das Kardinalskollegium auf. Die Besitzergreifung seiner Titelkirche fand am 4. Dezember 2022 statt.
Am 7. Oktober 2022 berief ihn Papst Franziskus zudem zum Mitglied des Dikasteriums für die Institute geweihten Lebens und für die Gesellschaften apostolischen Lebens.
Nach dem Tod von Papst Franziskus nahm er am Konklave 2025 teil, das Leo XIV. wählte. Im Vorfeld der Wahl wurde er in Medien vereinzelt als möglicher Nachfolger von Franziskus genannt.

## Positionen (Auswahl)
Steiner befürwortet eine Lockerung des Zölibates und unterstützt die Zulassung von viri probati als Priester.